# Henri Traoré
Henri Traoré (Bobo-Dioulasso, Alto Volta; 13 de abril de 1983) es un exfutbolista de Burkina Faso que jugaba en la posición de defensa.

## Carrera

### Club
| Periodo   | Club                       |
| --------- | -------------------------- |
| 2005-2009 | Étoile Filante Ouagadougou |
| 2009-2010 | AS SONABEL                 |
| 2010-2015 | Ashanti Gold SC            |

### Selección nacional
Debutó con Burkina Faso el 20 de marzo de 2005 en la derrota por 0-1 ante Corea del Sur en un partido amistoso y su último partido internacional lo jugó el 6 de febrero de 2013 en el empate 1-1 ante Ghana por la Copa Africana de Naciones 2013. Jugó cuatro partidos internacionales y no anotó gol.

## Logros
- Primera División de Burkina Faso (1): 2008
- Copa de Burkina Faso (2): 2006, 2008
- Supercopa de Burkina Faso (1): 2006
- Liga de fútbol de Ghana (1): 2015
- Copa de Ghana (1): 2011/12